# Elitizam
Elitizam je naziv koji se koristi za ideologije, pokrete i praksu bazirane na uvjerenju da odlučivanje, upravljanje ili vlast u nekom društvu, organizaciji ili državi mora biti ograničeno isključivo na pripadnike njegove elite, odnosno pojedince koji se od njenih „običnih” pripadnika ističu po porijeklu, materijalnom bogatstvu, obrazovanju, fizičkim ili mentalnim sposobnostima. Takav stav se opravdava tvrdnjom da „običan narod” nema intelektualne ili moralne kvalitete, odnosno finansijsku nezavisnost, što bi mu omogućilo da donosi odluke od opšteg dobra odnosno da se na njegovo rasuđivanje može uticati potkupljivanjem kratkoročnim zadovoljavanjem potrebama ili podilaženjem predrasudama. Elitizam se često navodi kao suprotnost populizmu odnosno pluralizmu.
Za ljudska društva kroz pisanu istoriju je karakteristično da su u pravilu bila elitistička, odnosno ustrojena kao autokratije i oligarhije — gdje je ograničen broj pojedinaca, najčešće iz redova vladajuće klase, imao institucionalni monopol političkog djelovanja. Elitizam sa uvođenjem demokratije dobija negativne konotacije, ali i nove oblike kao što je tehnokratija.